# Kanderkorrektion

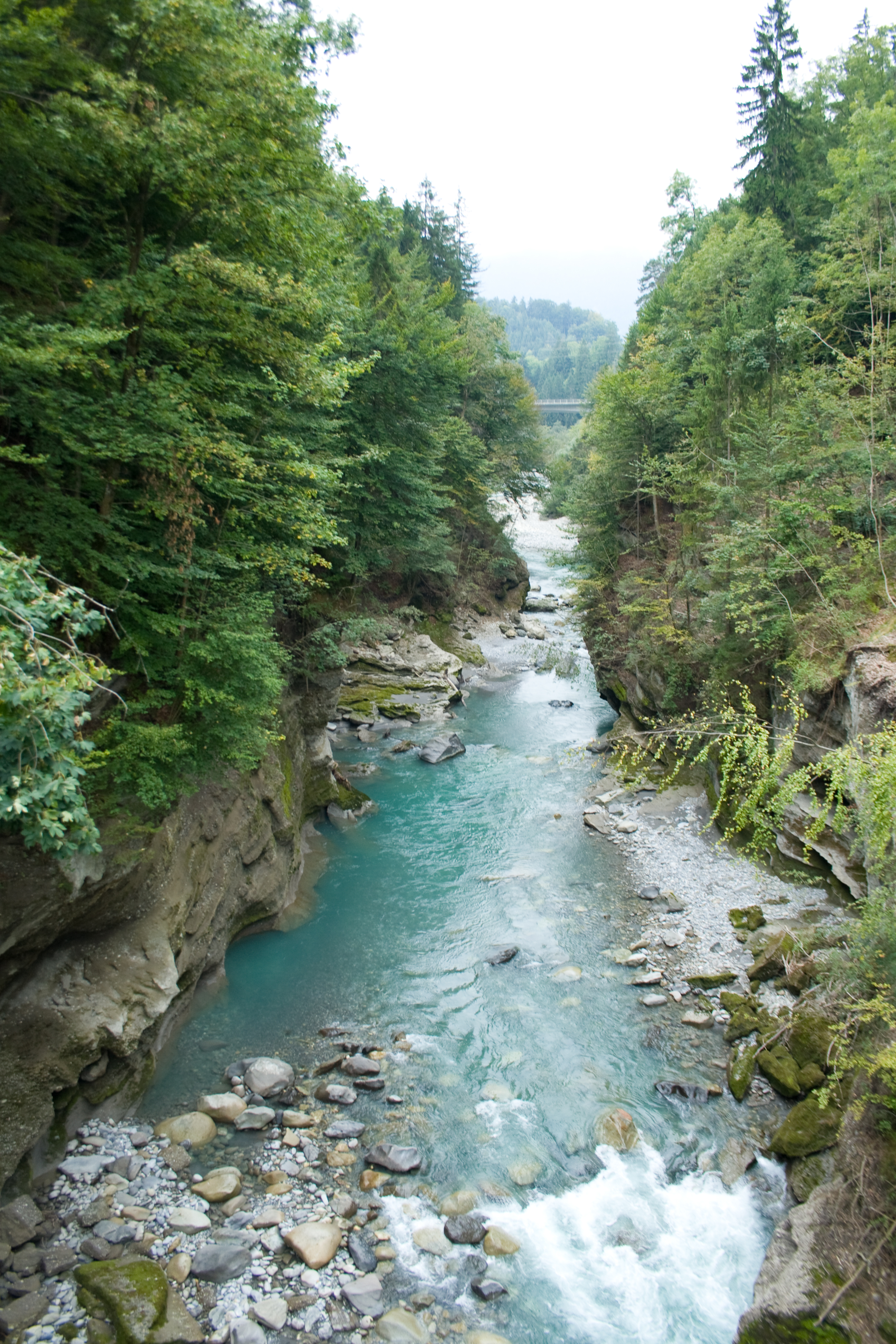
Kander-Durchstich bei Einigen

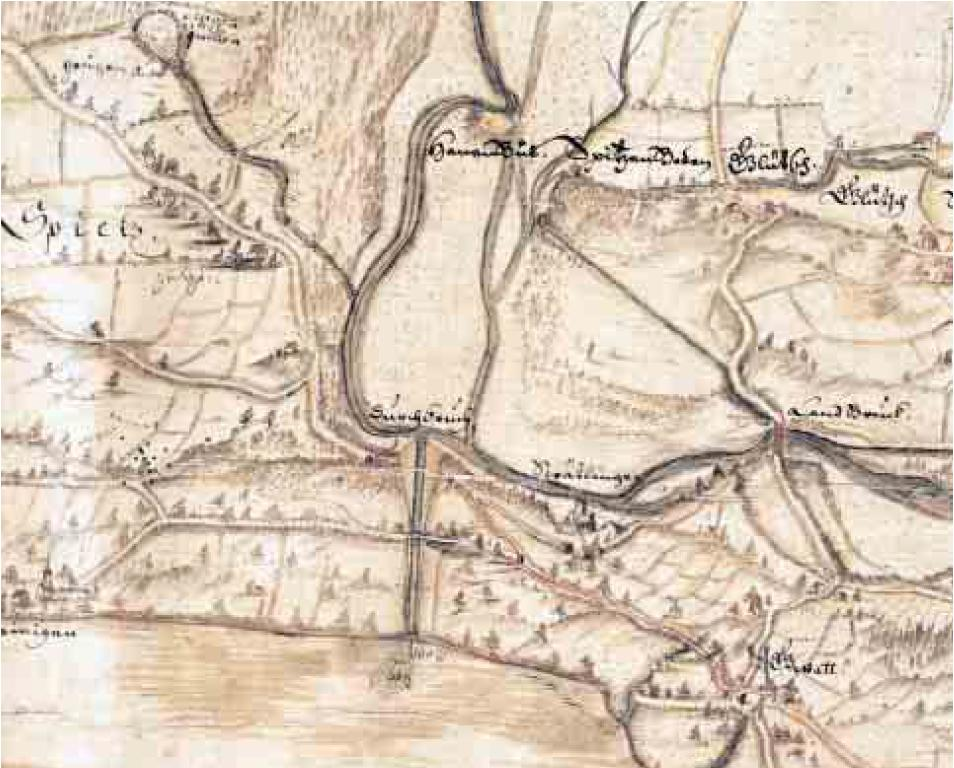
Plan von Samuel Bodmer (1710): Thunersee unten im Bild

Kanderdelta 1919

Die Kanderkorrektion (auch Kanderdurchstich oder Kandergraben genannt) war eine Gewässerkorrektion, bei welcher zu Beginn des 18. Jahrhunderts die Kander, die zuvor unterhalb des Thunersees in die Aare floss, bei Einigen in den Thunersee eingeleitet wurde.
Die Kander floss ursprünglich durch die Thunerallmend und mündete zwischen Thun und Uttigen in die Aare. In diesem relativ ebenen Gebiet verursachte sie immer wieder Überschwemmungen und lagerte grosse Mengen mitgeführten Geschiebes ab. Da sie nur wenige hundert Meter am Thunersee vorbeifloss, fasste man schon früh eine Umleitung ins Auge. Der See sollte das Geschiebe aufnehmen. Zu Beginn des 18. Jahrhunderts beschäftigte sich der Ingenieur Samuel Bodmer mit der Angelegenheit und erstellte Pläne, nach welchen ein Einschnitt in den Strättlighügel, welcher Kander und See trennte, hätte erstellt werden sollen. Am 11. Februar 1711 beschloss der Rat von Bern, den Plan von Bodmer mit dem Durchstich unter seiner Leitung ausführen zu lassen. Die Arbeiten begannen im April 1711.
An einer Sitzung am 30. Dezember 1711 genehmigten die Behörden das Projekt zum Bau eines Stollens. Im Jahr 1712 begannen der Stollenbau und die weiteren Arbeiten unter der Leitung des Berner Münsterwerkmeisters Samuel Jenner. Der Ausbruch des zweiten Villmergerkrieges im Frühjahr 1712 führte zu einem fast einjährigen Unterbruch der Bautätigkeiten. Nachdem zuerst von oben her im Tagebau gegraben wurde, errichtete man später einen Stollen, durch den das Gewässer vom Hani aus bei Einigen direkt in den Thunersee geleitet werden sollte. Bereits im Dezember 1713 war der etwa 300 Meter lange Stollen vollendet, und das erste Wasser der Kander konnte testweise hindurchgeleitet werden. Im Frühjahr 1714 entschied man, den Stollen zum Hauptbestandteil des Projekts zu machen und begann mit der definitiven Umleitung. Im Verlauf des Jahres grub sich der Fluss immer tiefer in das lockere Moränengestein ein. Am 16. Juli 1714 hielt ein Abschnitt des Stollens dem enormen Wasserdruck nicht mehr stand, brach ein und riss dabei fünf Menschen in den Tod. Das führte dazu, dass am 18. August 1714 der Stollen komplett einstürzte und die Kanderschlucht entstand. Der Projektverantwortliche Samuel Bodmer, Bäcker und Geometer, hat später aus Thun flüchten müssen, nachdem Hochwasser an der Kander immer wieder zu Überschwemmungen in der Stadt führten. Das Geschiebe der Kander häufte sich an der Mündung in den Thunersee zum Kanderdelta an, das seit 1913 durch Kiesabbau bewirtschaftet wird.
Die Kanderkorrektion war die erste grössere Gewässerkorrektion in der Schweiz. Fehlende Erfahrung führte in der Folge zu grösseren Problemen. Durch die Kanderkorrektur erhöhte sich der Zufluss in den Thunersee um 60 %, wofür die Aare als Seeabfluss bis zum früheren Einfluss der Kander nicht ausreichte. Thun und seine Umgebung wurden in den folgenden Jahren regelmässig bis zum 1. Stock der Häuser überschwemmt. Die Kanalisierung der Aare in Thun 1716 führte durch die stärkere Strömung zu Ufererosionen und Kolken und zum Einsturz einer Brücke und mehrerer Häuser, verhinderte die Überschwemmungen jedoch nicht.
Ein neues Projekt ab 1720 umfasste eine Ausweitung des Aarebetts und den Bau von Regulierwerken, die 1788 und 1818 erneuert wurden. Erst mit der Aarekorrektion zwischen Thun und Bern von 1871 bis 1878 konnten die Probleme mit den Überschwemmungen weitgehend behoben werden.
Allerdings bestehen bei Hochwasser in Thun bis heute Probleme, so dass 2004 ein Vorschlag zum Bau eines Entlastungsstollens unterbreitet wurde. Am 12. Juli 2007 begann der Bau des Entlastungsstollens, welcher nach knapp 2 Jahren Bauzeit am 29. Mai 2009 eingeweiht wurde. Das Einlaufbauwerk des Entlastungsstollens befindet sich am Ende des Schifffahrtskanals.